# 1205

## Esdeveniments
- Miquel I Àngel funda el despotat de l'Epir.[1]
- La Xina ocupa part del Vietnam
- Inici del regnat d'Andreu II a Hongria.

## Naixements
- 29 de juny - Verona: Pere Màrtir, fou un frare dominic i inquisidor. És venerat com a sant per l'Església catòlica.[2]